# Xã Comstock, Quận Custer, Nebraska
Xã Comstock (tiếng Anh: Comstock Township) là một xã thuộc quận Custer, tiểu bang Nebraska, Hoa Kỳ. Năm 2010, dân số của xã này là 155 người.